# Disney's Animal Kingdom Lodge

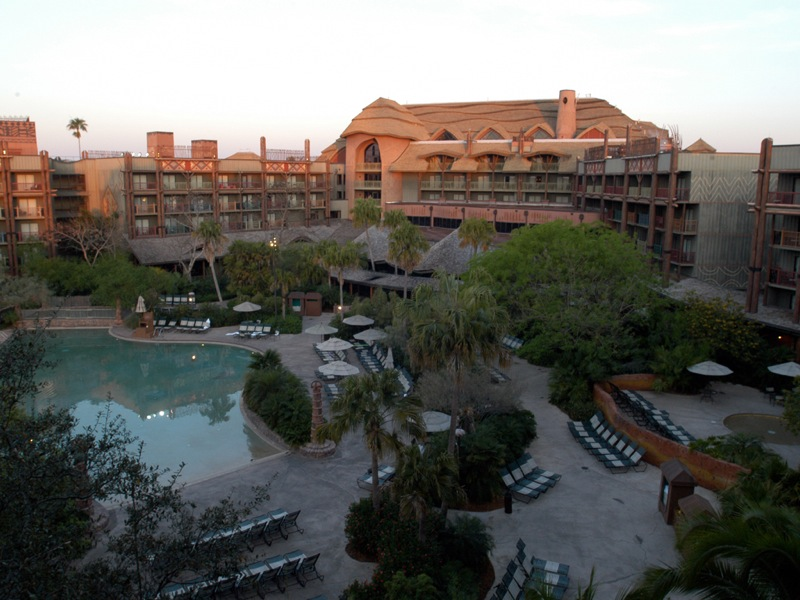
Piscina de Animal Kingdom Lodge

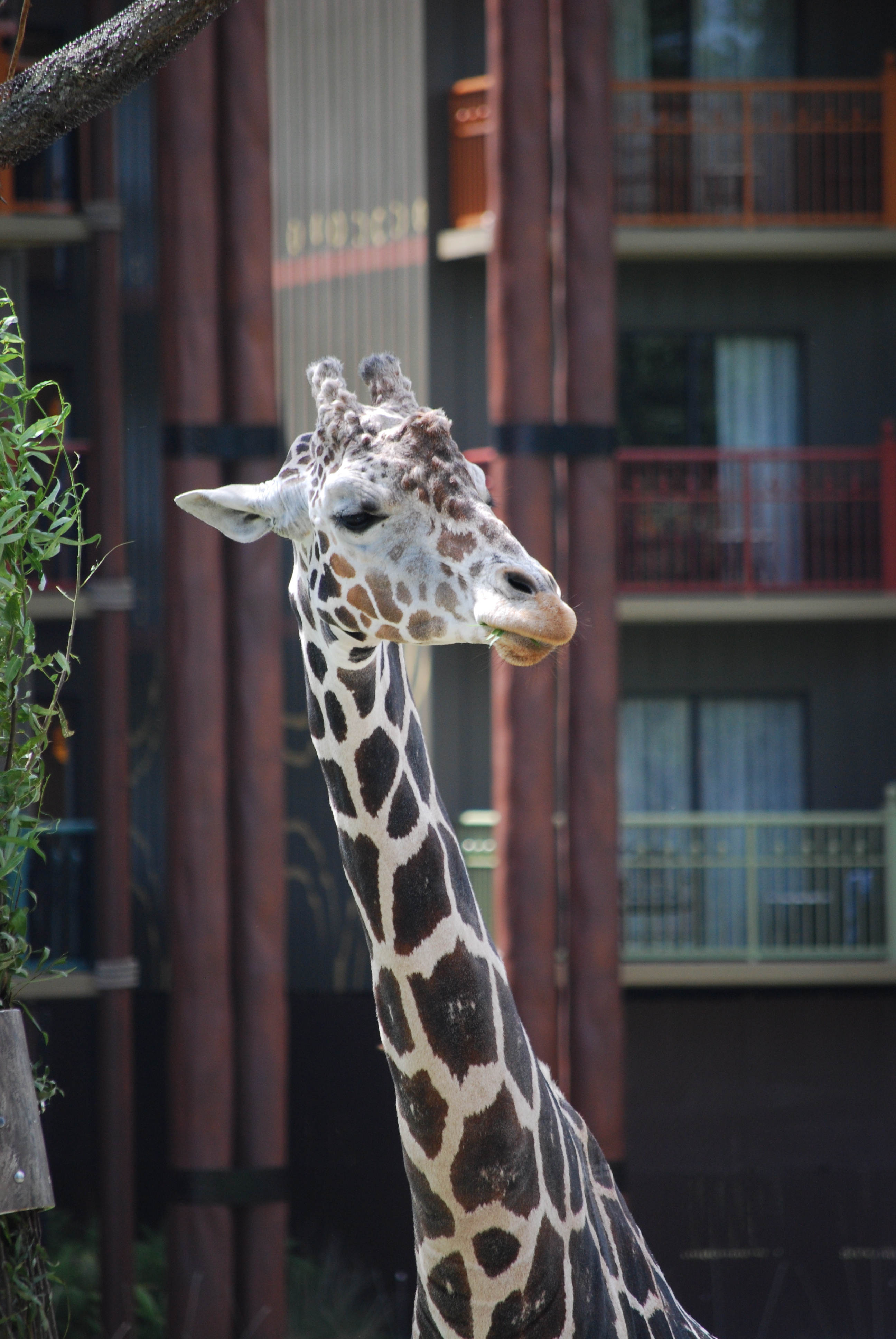
Jirafa en la sabana en Jambo House

Disney's Animal Kingdom Lodge - Hotel Animal Kingdom de Disney - es un resort lujoso ambientado con temática africana en el Walt Disney World Resort. Abrió el 16 de abril de 2001. Este resort es operado por Disney Parks, Experiencies and Products.
Este hotel se encuentra en el área de Disney's Animal Kingdom. Da a los huéspedes la oportunidad de ver la fauna y flora desde sus habitaciones y las áreas áreas públicas del resort, transmitiendo la sensación de estar en la sabana africana.

## Historia
Este hotel fue diseñado por el arquitecto Peter Dominick de Urban Design Group, quien diseñó también Disney's Wilderness Lodge y Disney's Grand Californian Hotel & Spa.
El 11 de octubre de 2006, Disney anunció a medios de comunicación locales que en este hotel se crearía la nueva propiedad de Disney Vacation Club, Disney's Animal Kingdom Villas. El 18 de febrero de 2008, Disney anunció la primera fase de esta expansión se completó, incluyendo en ella 109 habitaciones.
Se construyó un edificio separado del hotel y las casas, denominado Kidani Village -Aldea Kidani-. El Sunset Savanna fue ampliado a una estructura nueva y se introdujeron nuevas especies de animales. Se construyó una nueva piscina con toboganes de agua y una zona acuática de juego. Kidani Village abrió el 65% de sus habitaciones el 1 de mayo del 2009. En aquel momento, el edificio principal fue renombrado como Jambo House -Casa Jambo-. El resto de Kidani Village se completó en septiembre de 2009.

## Resort

### Habitaciones
- La mayoría de habitaciones tienen disponibles bien dos camas dobles o una cama doble y una litera. También hay habitaciones con camas matrimoniales, pero en menor número respecto a las otras clases de habitaciones.
- Las habitaciones están adaptadas para huéspedes con discapacidades físicas o auditivas.
- Cada habitación dispone de servicios como secadores de pelo, planchas, espejo para maquillarse, cafeteras, minifrigoríficos y servicio de habitaciones.
- Desde el 1 de junio de 2012, en todos los resorts Disney no está permitido fumar.

### Restaurantes
- Jiko - The Cooking Place — Este restaurante localizado en Jambo House presenta cocina de estilo africano con influencias de la costa mediterránea, India y Europa. En Jiko también tienen vinos de Sudáfrica. El restaurante fue diseñado por Jeffrey Beers y emula un alojamiento africano con una paleta de colores en tonos de tierra.[6] Las sala rodea una cocina abierta que incluye dos estufas de leña. La sala de vino Cape Town Lounge and Wine Bar puede alojar hasta 40 invitados y muestra una asientos de Habitación hasta cuarenta huéspedes y exhibe una colección de esculturas basadas en el vino.[7]

- Boma - Flavors of Africa — Este restaurante localizado en Jambo House y presenta un buffet de cocina de estilo africano. La selección presenta objetos de cincuenta países africanos diferentes.[8] El restaurante se diseñó para que pareciese un mercado africano. La comida se prepara a la vista en áreas de cocina abierta para la interacción entre chefs, cocineros, y huéspedes.[7]

- The Mara — Restaurante de servicio rápido con comida americana y africana, se encuentra en Jambo House.

- Uzima Springs Pool Bar — Esta pintoresca piscina y bar se encuentra en el exterior de Jambo House. En el bar al lado de la piscina Uzima Springs puedes tomar varios cócteles y cervezas y vinos africanos. La comida está disponible de 11 de la mañana a 7 de la tarde, pudiendo tomarla junto a la piscina o tomar opciones diferentes de comida rápida.

- Sanaa — Localizado en Kidani Village y con vistas a la sabana, este restaurante se inspira de las cocinas a lo largo de la rutas de especias históricas de África, India, China, y Europa, sirviendo comidas de hornos tandoor así como especialidades de cocción lenta, las selecciones de comida tienen ricas especias de África. Hay también un salón dentro de Sanaa con un menú más limitado.